# Comitè Científic Humanitari

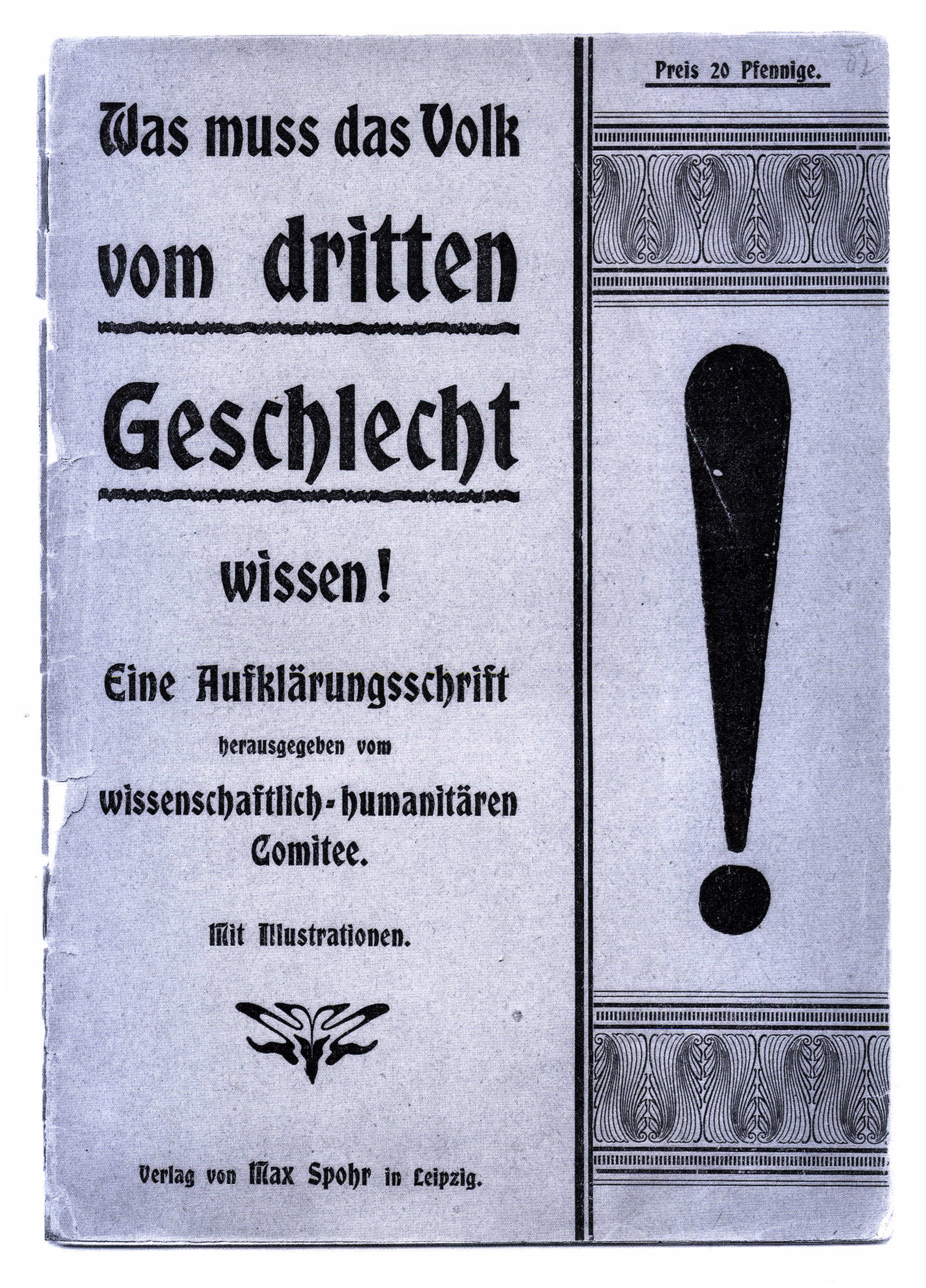
Frontís d'una fulletó d'informació del WhK «El que el poble ha de saber sobre el tercer sexe»

El Comitè Científic Humanitari (en alemany, Wissenschaftlich-humanitäres Komitee, abreujat WhK) va ser la primera organització de defensa dels drets dels homosexuals i transsexuals. Va ser fundada el 15 de maig del 1897 pel sexòleg Magnus Hirschfeld, l'editor Max Spohr, el jurista Eduard Oberg i l'escriptor Franz Joseph von Bülow a Berlin Charlottenburg. Un dels objectius del comitè era l'abrogació de l'article 175 del codi penal alemany que condemnava les relacions sexuals consentides entre homes. Poc temps després de la seva creació, Adolf Brand (1874-1945), Benedict Friedlaender i Kurt Hiller es van afiliar al Comitè. També van rebre el suport Alfred Einstein, Stefan Zweig, Thomas Mann i Herman Hesse.